# Волинець Михайло Ярославович
Михайло Ярославович Волинець (20 січня 1949, село Гаї-Розтоцькі, тепер Тернопільського району Тернопільської області) — український радянський діяч, 1-й секретар Дрогобицького районного комітету КПУ Львівської області.

## Біографія
Закінчив Золочівський сільськогосподарський технікум Львівської області.
У 1973 році закінчив Львівський сільськогосподарський інститут, вчений агроном.
3 1973 року — агроном колгоспу Пустомитівського району Львівської області; агроном колгоспу Жидачівського району Львівської області.
Член КПРС з 1976 до 1991 року.
Потім — старший агроном-насіннєвод управління сільського господарства виконавчого комітету Жидачівської районної ради народних депутатів; завідувач сільськогосподарського відділу Жидачівського районного комітету КПУ Львівської області; начальник управління сільського господарства виконавчого комітету Дрогобицької районної ради народних депутатів.
З 1985 до вересня 1988 року — 1-й заступник голови виконавчого комітету Дрогобицької районної ради народних депутатів — голова Дрогобицького районного агропромислового об'єднання.
3 вересня 1988 — серпень 1991 року — 1-й секретар Дрогобицького районного комітету КПУ Львівської області.
З 1991 року — голова правління колгоспу (спільного сільськогосподарського підприємства) «Відродження» села Болехівці Дрогобицького району Львівської області.
Подальша доля невідома